# تنفس (فیلم ۲۰۰۹)
«تنفس» (ترکی استانبولی: Nefes: Vatan Sağolsun) فیلمی در ژانر درام است که در سال ۲۰۰۹ منتشر شد.